# Gynandrobremia salicifoliae
Gynandrobremia salicifoliae är en tvåvingeart som beskrevs av Fedotova 2003. Gynandrobremia salicifoliae ingår i släktet Gynandrobremia och familjen gallmyggor. Inga underarter finns listade i Catalogue of Life.